# Staigue Fort
Koordinaten: 51° 48′ 19,07″ N, 10° 0′ 57,49″ W
Staigue Fort (irisch Cathair na Stéige) ist ein Ringfort im Süden der Halbinsel Iveragh, im County Kerry in Irland, welche vom „Ring of Kerry“ umrundet wird. Es gehört neben Cahergall und Leacanabuaile (bei Cahersiveen), Cathair an Lóthair und dem benachbarten Caherdaniel Fort (alle im County Kerry), Caherconnell und Caherdooneerish im County Clare den Forts auf den Aran-Inseln und dem Grianán von Aileach im Norden der Insel im County Donegal zu den bestrestaurierten Ringforts in Irland.

## Anlage
Die Rundmauer ist bis zu 5,5 m hoch und bis zu 4 m dick. Der Durchmesser der Anlage beträgt etwa 27,0 m. Eine niedrige Toröffnung führt ins Innere. Auf der Innenseite sind zwei Kammern in die Mauer eingelassen. Die Decken der Kammern sind mit Steinplatten abgedeckt und wasserdicht. Es führen mehrere Treppen auf die Mauerkrone.
Die Datierung der Anlage war schwierig. Es wird aber vermutet, dass dieses Steinfort einige hundert Jahre v. Chr. entstanden ist.

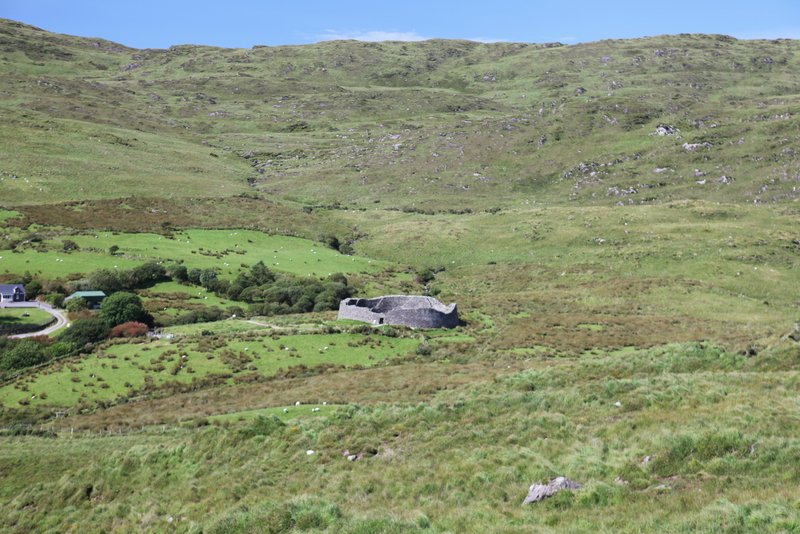
Blick nach Süden

## Deutung
Die Ringforts werden gewöhnlich als Verteidigungsanlagen gedeutet. Andere sehen darin eher einen sicheren Nachtplatz für Mensch und Tier oder eine kultische Anlage. Es gibt nur eine geringe Zahl vergleichbarer Anlagen. Dazu gehören Cahergall und Leacanabuaile im County Kerry, Dun Aengus auf den Aran-Inseln und der Grianán von Aileach im County Donegal.

## Anreise
Vom kleinen Dorf Castlecove fährt man auf enger Straße landeinwärts und nach etwa 5 km erreicht man einen Besucherparkplatz. Vom Parkplatz aus sieht man am Talende das Fort.

## Denkmale in der Umgebung
Etwas südlich des Ringforts befindet sich neben der Straße eine alte, aus Stein errichtete Brücke. Überquert man sie zu Fuß, so erreicht man nach etwa 50 Metern einen Zaun. Danach geht man noch etwa 100 Meter rechts den Hügel hinauf. Dort erreicht man einige Felsplatten, die mit zahlreichen Ritzungen versehen sind.
Etwa 7,5 km entfernt liegt Caherdaniel Fort.